# Diacamma holosericeum
Diacamma holosericeum är en myrart som först beskrevs av Julius Roger 1860.  Diacamma holosericeum ingår i släktet Diacamma och familjen myror. Inga underarter finns listade i Catalogue of Life.